# 白俄罗斯的俄罗斯化

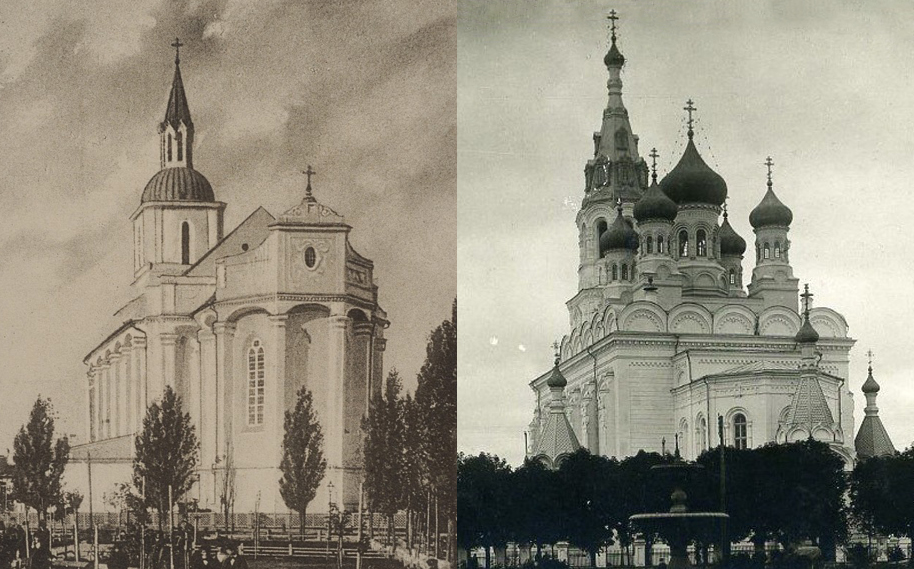
在19世纪，位于格罗德诺的圣玛丽亚教堂由原来的天主教风格被改造为俄式东正教风格，后于1961年被拆除。

白俄罗斯的俄罗斯化（羅馬化：Rusifikatsyya Byelarusi，羅馬化：Rusifikatsiya Belarusi）指俄罗斯语言和文化的融合日益影响白俄罗斯社会的历史过程，尤其是在20世纪。
在这一过程中，白俄罗斯的意识形态、教育、政治、宗教和公共生活中受到的俄罗斯影响明显增多，常常与白俄罗斯的本土文化元素并行，有时甚至强势于其本土文化。

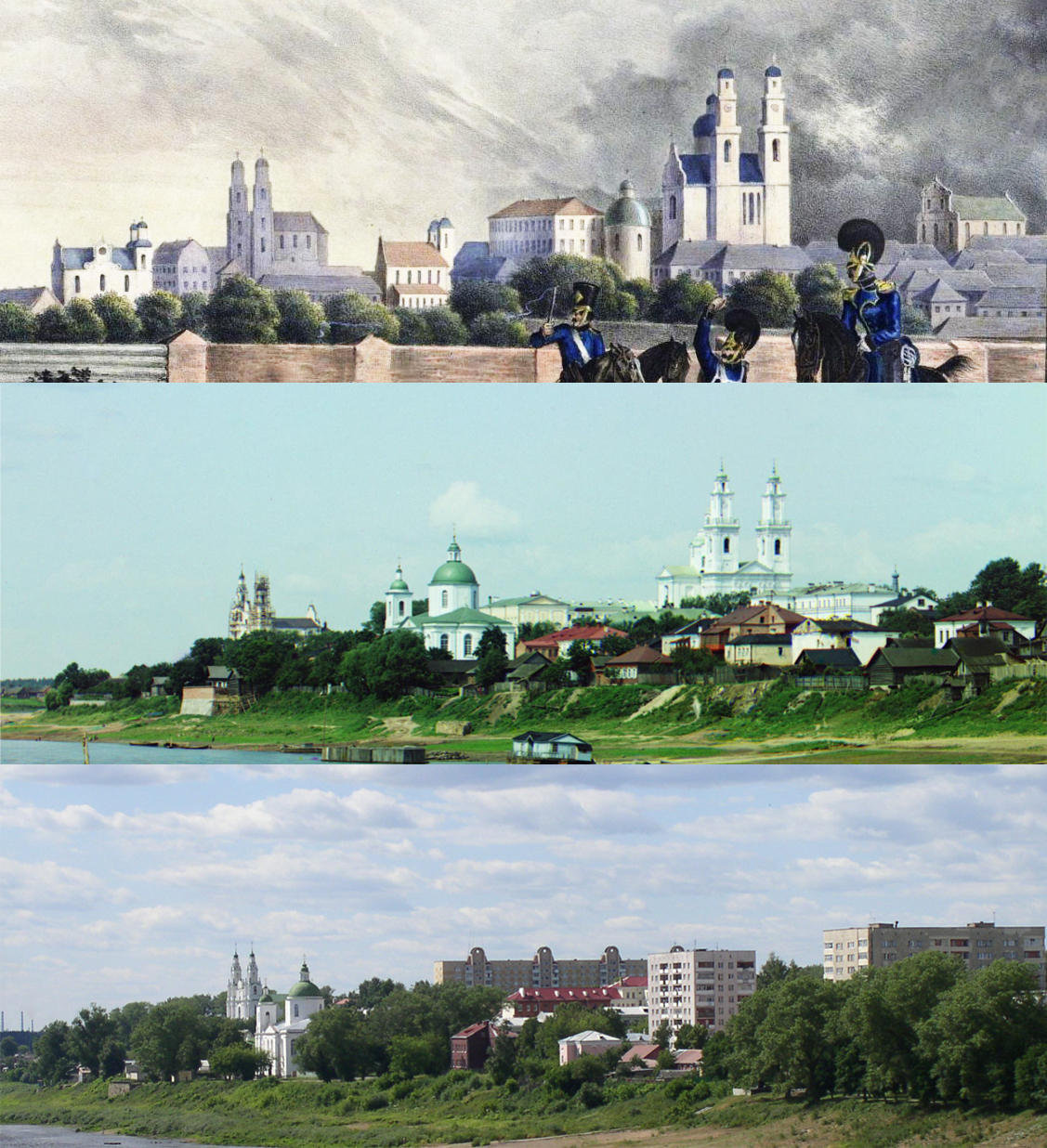
由上到下分别是1812年、1912年和2006年的波拉茨克，当地具有历史文化价值的建筑于沙俄和苏联时期被毁。

## 苏联时期

### 大规模破坏建筑古迹

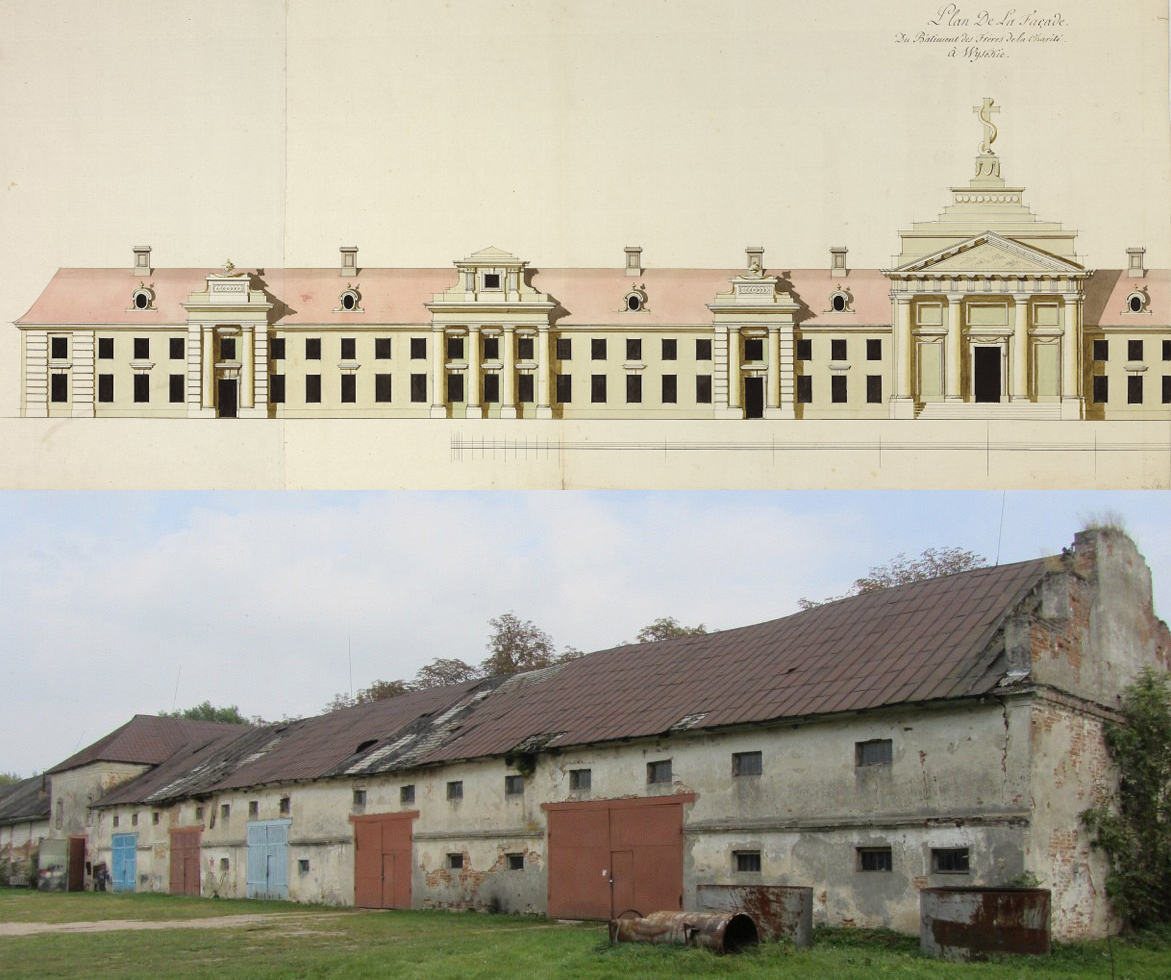
維索科耶的数百年历史的修道院被改为仓库。

如果说在19世纪初，维捷布斯克有12座维尔纽斯巴洛克风格的建筑，那么在沙俄和苏联统治期间，只有其中一件以重建的形式幸存下来。

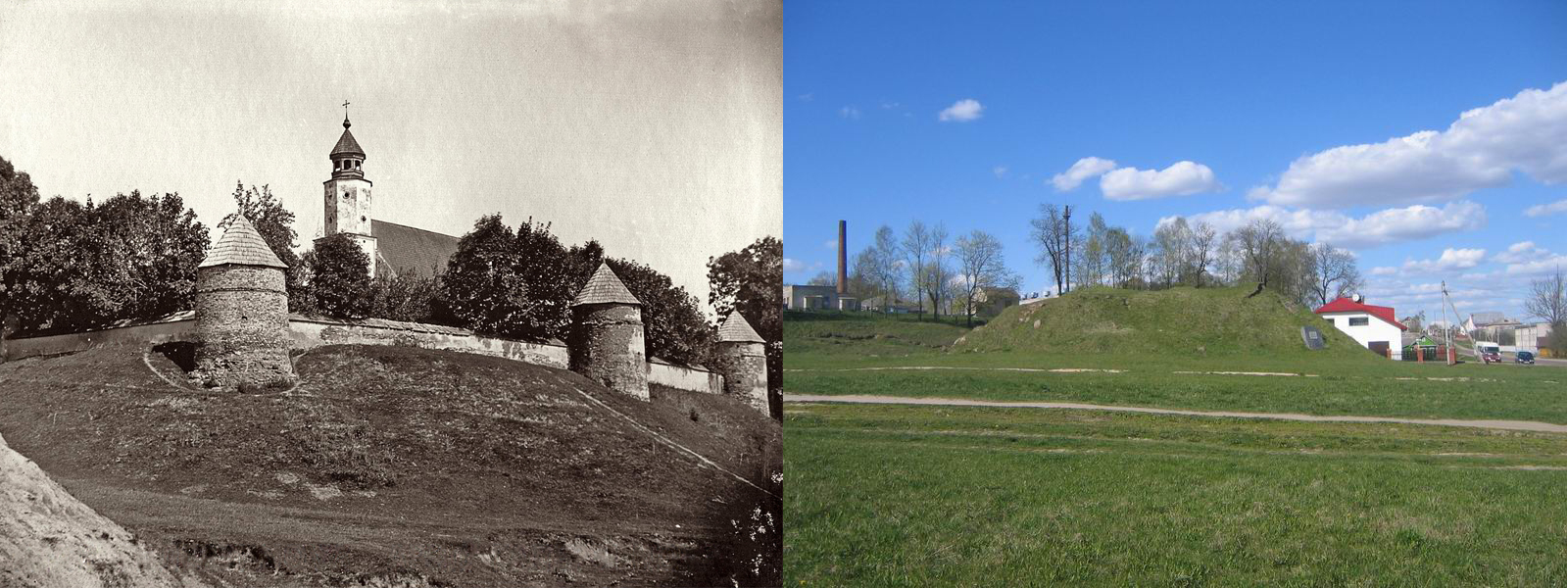
捷爾任斯克的城堡和加尔文教会堂被苏联当局彻底摧毁

20世纪30年代，在反宗教斗争的号召下，苏联开始大规模毁坏各教派的宗教建筑，其中许多是独特的历史和文化建筑与纪念碑。由于这种破坏行为，苏联当局摧毁了维捷布斯克、沃尔沙、波洛茨克、阿姆斯季斯拉夫等地的古代修道院建筑群。在莫吉廖夫，为了对该地进行“社会主义重建”，一夜之间炸毁了九座教堂建筑。战后时期，在恢复和重建的总体计划的掩护下，对建筑古迹的破坏仍在继续。白俄罗斯人的建筑遗产在20世纪60至70年代中遭受了极大的损失。

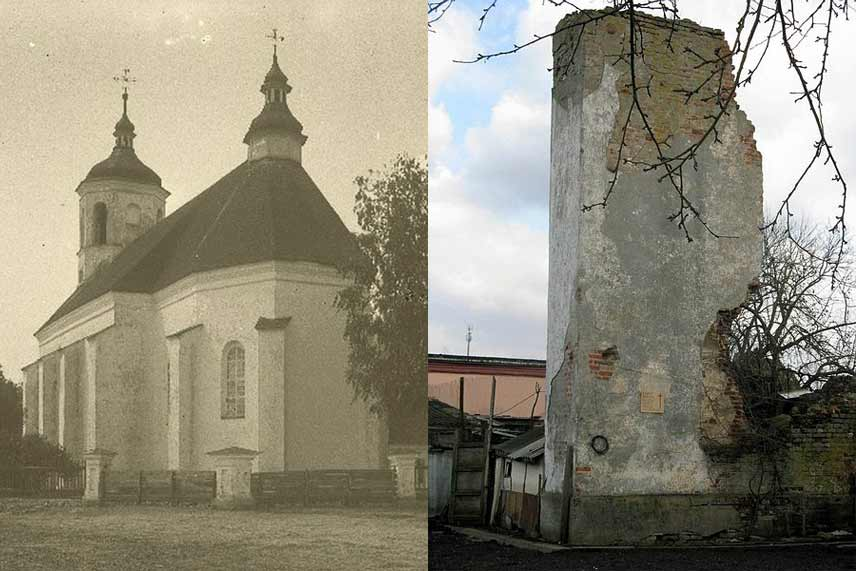
克列茨克的圣三一教堂，被苏联当局炸毁，该建筑属于文艺复兴时期的杰作。

### 1920-1933年的语言政策
20世纪20年代，白俄罗斯苏维埃社会主义共和国进行了白俄罗斯化，其旨在扩大白俄罗斯语在社会政治和文化生活中的使用。 这与该国的领土面积扩张同时发生。1924年，莫吉廖夫和维捷布斯克地区的土地被划归白俄罗斯苏维埃社会主义共和国。1926年，戈梅利和列奇察地区同样被划归白俄罗斯苏维埃社会主义共和国。  与此同时，大多数小学开始改用白俄罗斯语作为教学语言， 高等院校也逐渐引入了这一授课制度。 1924年的一项法令确立了该国四种主要语言（白俄罗斯语、俄语、意第绪语和波兰语）的平等地位。
根据1926年白俄罗斯苏维埃社会主义共和国的人口普查数据显示，80.6%的人口是白俄罗斯人，其次是犹太人（8.2%）、俄罗斯人（7.7%）和波兰人（2%）。1927年白俄罗斯苏维埃社会主义共和国宪法第22条宣布白俄罗斯语为国家、公共和专业机构的主要语言，从此在民众生活的各个领域广泛推行“白俄罗斯化”措施。其中在教育领域，1926-1927学年，有92%的学校以白俄罗斯语授课。 附近的俄罗斯苏维埃联邦社会主义共和国也出现了类似的趋势，例如斯摩棱斯克地区在20世纪30年代中期拥有99所白俄罗斯民族学校。

### 1933-1989年的语言政策
白俄罗斯化进程最终因俄罗斯化的重新重视而被终止，这是为了与苏联的政策保持一致，这些政策支持俄语在整个苏联的处于统治地位。 斯大林认为，随着统一的全球社会主义经济的发展，必然会出现一种通用的语言，因为各国会意识到除本国语言之外，拥有一种各国共通的国际语言是有必要的。

语言学副博士伊戈尔·克里莫夫(Igor Klimov)写道：
布尔什维克国家在创造新社会和新人类的独特历史实验中，将语言视为特殊操纵的对象，旨在实现某些非语言目标。从1930年开始，这些操纵的一个关键方面是加强俄罗斯对苏联其他民族文学语言规范的影响。这增强了苏联帝国各民族之间的文化同质性，抑制了他们的分离主义愿望，促进了他们的文化和语言同化。从20世纪30年代开始，白俄罗斯语成为这一政策的牺牲品，其进一步发展不是受到内部需要或实际使用的影响，而是受到苏联国家内部动态的影响。
1958年，政府实施了一项教育改革，赋予了家长选择教学语言和决定孩子是否学习国语的权利。结果导致国立学校的数量和学生人数急剧下降。 

1990年，白俄罗斯共产党中央意识形态书记亚历山大·库兹明回忆道： 
1958年，明斯克有八所白俄罗斯语学校。然而，当父母可以为孩子选择教学语言的政策出台时，我们只收到了四名一年级学生家长要求用白俄罗斯语授课的请求。结果，这八所学校都决定改用俄语授课。 
例如，1969年该国有30％的学生没有学习白俄罗斯语，而在明斯克，这一数字高达90％。研究人员将这种现象归因于学生家长更愿意用一种更广泛的语言教育子女，这种选择将有助于学生未来在白俄罗斯国内外讲俄语的中等专业和高等教育机构进行进一步教育，最终为更有前景职业生涯奠定基础。 正如弗拉基米尔•阿尔帕托夫(Vladimir Alpatov)所指出的:
乍看之下，这导致了一种矛盾的情况: 许多白俄语学校得到上层的支持，但有时是出于惰性，下层则倾向俄语教育(不排除将白俄语作为一门学科的学习)。

## 亚历山大·卢卡申科时期

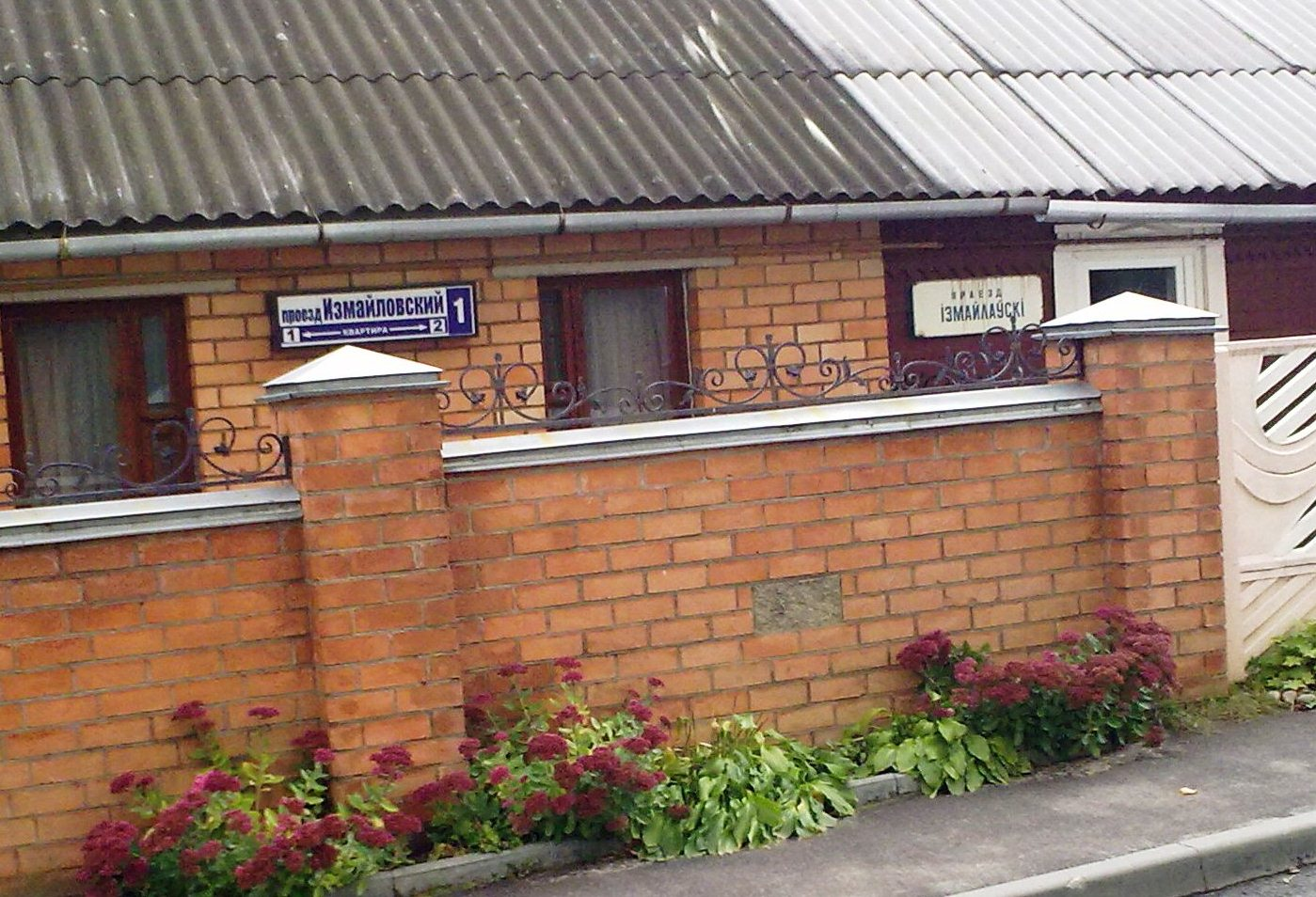
2011年在首都明斯克，白俄罗斯语旧路牌（右）被俄语新路牌（左）取代。

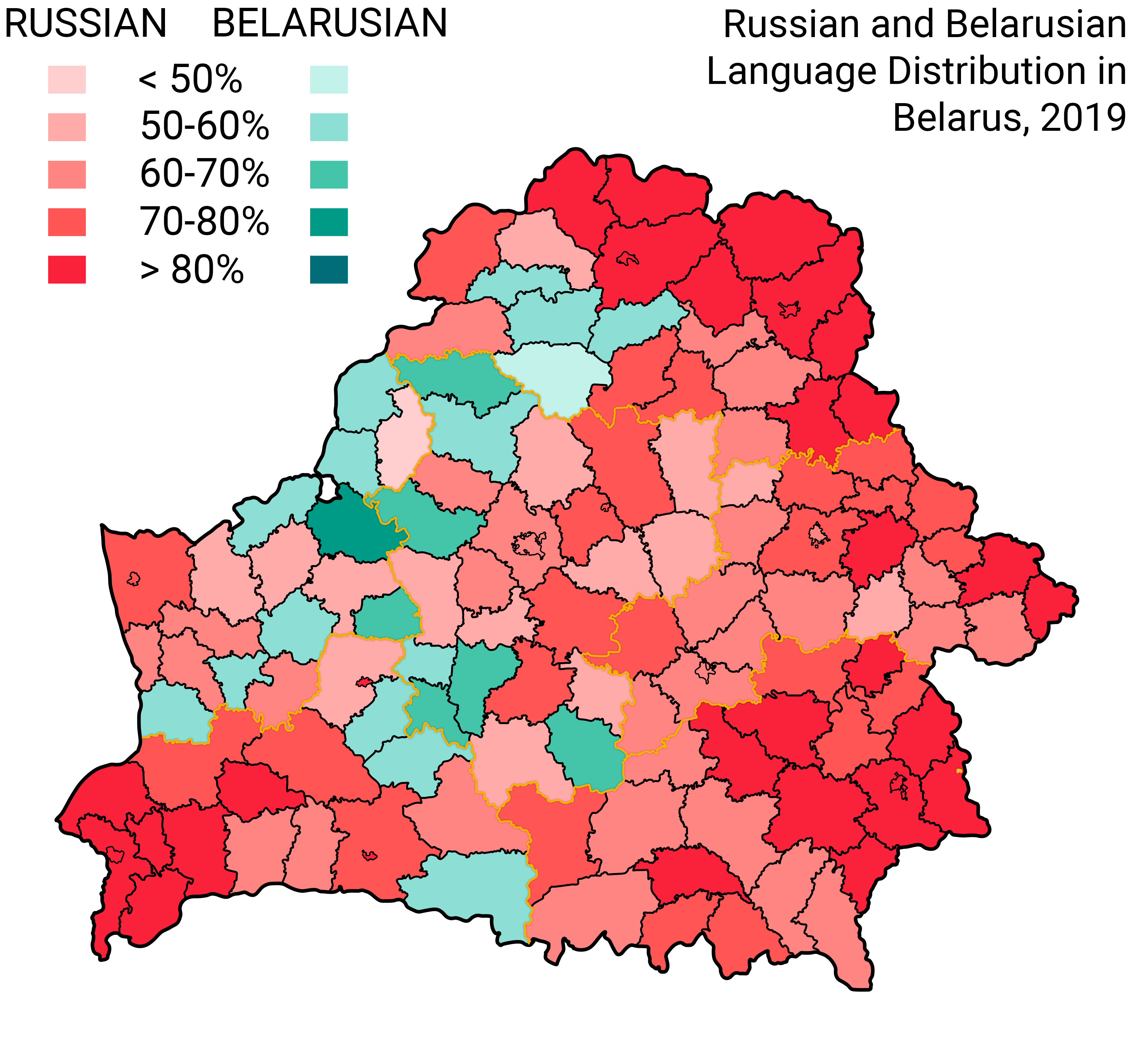
2019年人口普查数据，俄语（红色）和白俄罗斯语（绿色）使用者的分布地图。

### 20世纪90年代
白俄罗斯总统亚历山大·卢卡申科自1994年上台以来，极大地改变了该国的语言和文化政策，并在20世纪90年代致力于使白俄罗斯身份与俄罗斯的语言文化规范更加紧密地结合起来。
明斯克市1994-1995学年，58％的小学一年级学生以白俄罗斯语授课。1994年卢卡申科出任总统后，这类课堂的数量有所减少。到1999年，明斯克只有5.3%的小学一年级学生以白俄罗斯语授课。
1999年的人口普查首次包含了有关语言实际使用情况的问题。 人口普查显示，虽然 73.7%的人口将白俄罗斯语视为母语，但只有 36.7%的人在家里讲白俄罗斯语。  这表明，尽管白俄罗斯语具有官方地位，但民众的日常使用却有所减少。
独立初期，白俄政府努力在教育、媒体和政府领域推广使用白俄语， 这些努力在当时取得了初步进展。 然而，在1995年全民公投将俄语定为官方语言之后，白俄语的使用率开始下降。

### 2010年代
2014年俄罗斯吞并克里米亚后，总统亚历山大·卢卡申科发起了一项被称为“软白俄罗斯化”的政策。该政策旨在逐步增加白俄罗斯语的使用并降低该国的俄罗斯化程度。政府以此推动“白俄罗斯化”进程，重新审视本国的信息及文化政策，注重提升白俄罗斯语的地位。总统卢卡申科身体力行，开始使用白俄罗斯语公开演讲。白俄罗斯国家电视台陆续推出白俄罗斯语节目，一些著名的外国影片也被翻译成白俄罗斯语上映。白俄罗斯语图书市场份额也得到提升，超过原先的10-12%。白俄罗斯甚至将国名的中文译名更改成“白罗斯”，理由是“白俄罗斯”使很多中国人将白俄罗斯与俄罗斯混为一谈。该战略标志着白俄罗斯向加强文化认同的同时仍与俄罗斯保持紧密联系的方向迈出的重大转变。
2016-2017学年，约有128,000名学生学习白俄罗斯语（占总数的 13.3％）。绝大多数白俄罗斯语学校位于农村地区，随着农村人口外流至城市，这些学校因生源不足而逐渐关闭。白俄罗斯每年有约100所小型学校关闭，其中大多数使用白俄罗斯语教学，这些学校的学生有转入俄语学校的趋势。因此，这导致学习白俄罗斯语的学生数量不断减少。
在城市地区，白俄罗斯语学校只有7所，其中6所位于明斯克（2019年）。 
|                                 | 白俄语学校数量 | 学校总数 | 白俄语学校所占比例 |
| ------------------------------- | -------------- | -------- | ------------------ |
| 明斯克                          | 6              | 277      | 2.17％             |
| 布雷斯特                        | 0              | 37       | 0％                |
| 维捷布斯克                      | 0              | 48       | 0％                |
| 格罗德诺                        | 0              | 42       | 0%                 |
| 戈梅利                          | 0              | 53       | 0%                 |
| 莫吉廖夫                        | 0              | 47       | 0%                 |
| 区中心总数 （首都和州中心除外） | 1*             | 920      | 0.11%              |
| * 在 伊萬諾沃 (第四中学)        |                |          |                    |

### 2020年代

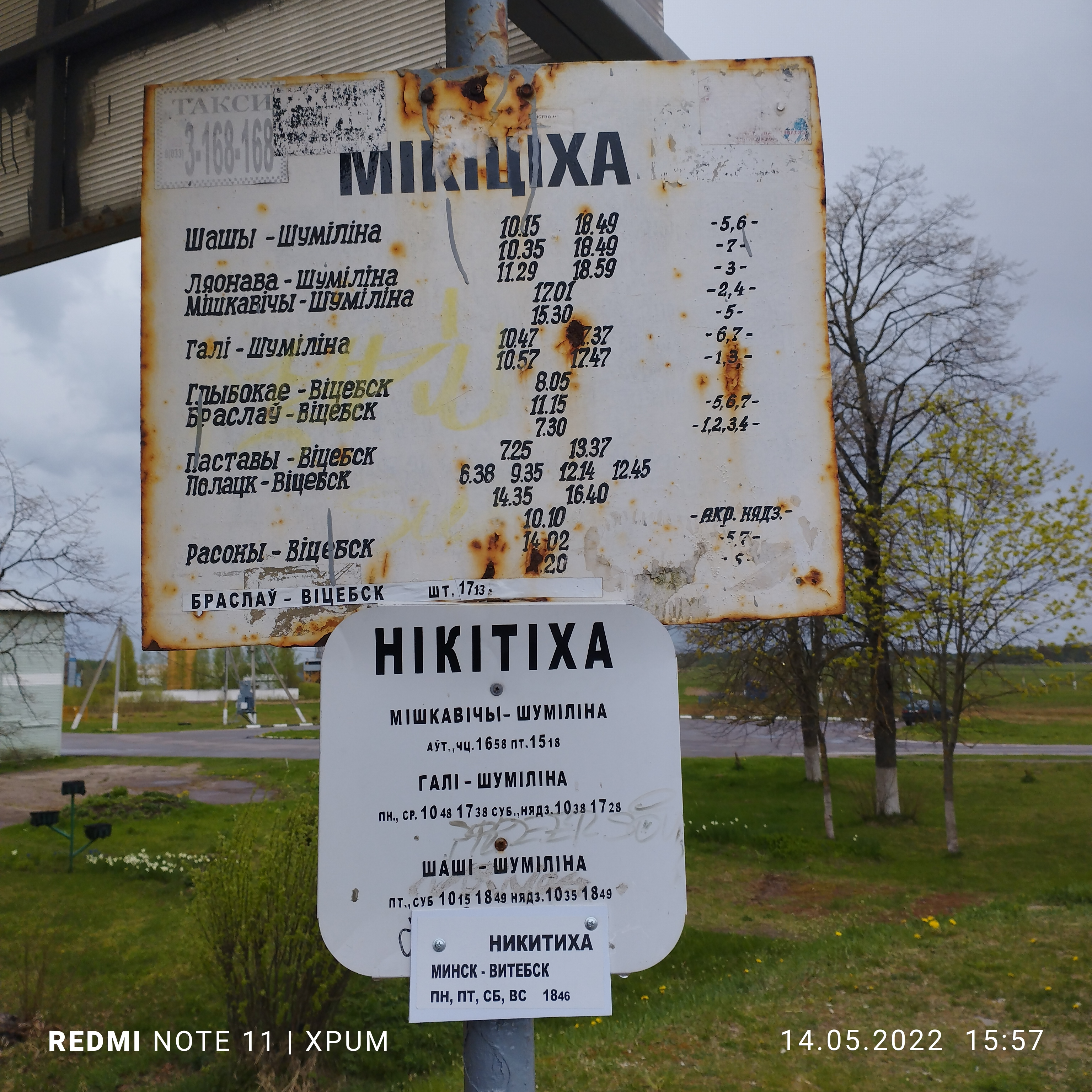
舒米利諾區的农村公交站牌，由白俄罗斯语到俄白语再到俄语。

2020年代，白俄的俄化进程进一步加剧，主要原因是2020年总统大选后的政治动荡以及白俄罗斯卷入乌克兰冲突。俄罗斯在此期间的支持促进了双边文化合作的加强。 
这一阶段，俄罗斯文化影响力在白俄罗斯艺术、教育、媒体等各个领域不断增强，尤其突出的是俄罗斯文化人员的战略性部署和俄罗斯文化中心的激增。
由于地缘政治联盟的影响，白俄罗斯与欧洲关系的疏远进一步巩固了与俄罗斯的文化联系。两国之间的联合项目和举措继续开展，联合博物馆展览、戏剧合作和教育交流等活动更加频繁。 这些合作强调了白俄罗斯持续和深入地融入俄罗斯文化轨道。

### 白俄罗斯语的现状
白俄罗斯语虽然被公认为国语，但与俄语相比，其在日常交流中的使用较少，而且作为教育和职业发展语言也并不享有盛誉。 尽管在公共生活中使用有限，但白俄罗斯语却拥有丰富的文学传统和文化底蕴，瓦西尔·比考和乌拉吉米尔·卡拉特基耶维奇等著名作家的文学杰作便体现了这一点。 人们继续通过各种媒体，包括具有历史意义的报纸《Nasha Niva》和现代互联网平台，努力复兴和推广白俄罗斯语。